# ميغيل البيول تورتاخادا
ميغيل البيول تورتاخادا (بالإسبانية: Miguel Albiol) (2 سبتمبر 1981 في إسبانيا - ) هو لاعب كرة قدم إسباني في مركز الوسط. شارك مع منتخب إسبانيا تحت 17 سنة لكرة القدم ومنتخب إسبانيا تحت 20 سنة لكرة القدم ومنتخب إسبانيا تحت 21 سنة لكرة القدم. أما مع النوادي، فقد لعب مع رايو فايكانو وريال مورسيا وريكرياتيفو ونادي فالنسيا وفالنسيا ميستايا.

## روابط خارجية
- ميغيل البيول تورتاخادا على موقع قاعدة بيانات كرة القدم.إي يو (الإنجليزية)
- ميغيل البيول تورتاخادا على موقع Soccerway.com (الإنجليزية)
- ميغيل البيول تورتاخادا على موقع AS.com (الإسبانية)